# Oge House
L'Oge House – ou The Oge House – est une maison américaine située à San Antonio, au Texas. Construite en 1857 pour ce qui est des fondations et du rez-de-chaussée, elle relève du district historique de King William, lequel est inscrit au Registre national des lieux historiques depuis le 20 janvier 1972. Elle fait par ailleurs partie des Recorded Texas Historic Landmarks depuis 1971.
L'Oge House est actuellement opérée comme un hôtel sous le de nom d'Oge House Inn.